# Kościół Matki Boskiej Fatimskiej w Krakowie (ul. Komandosów)

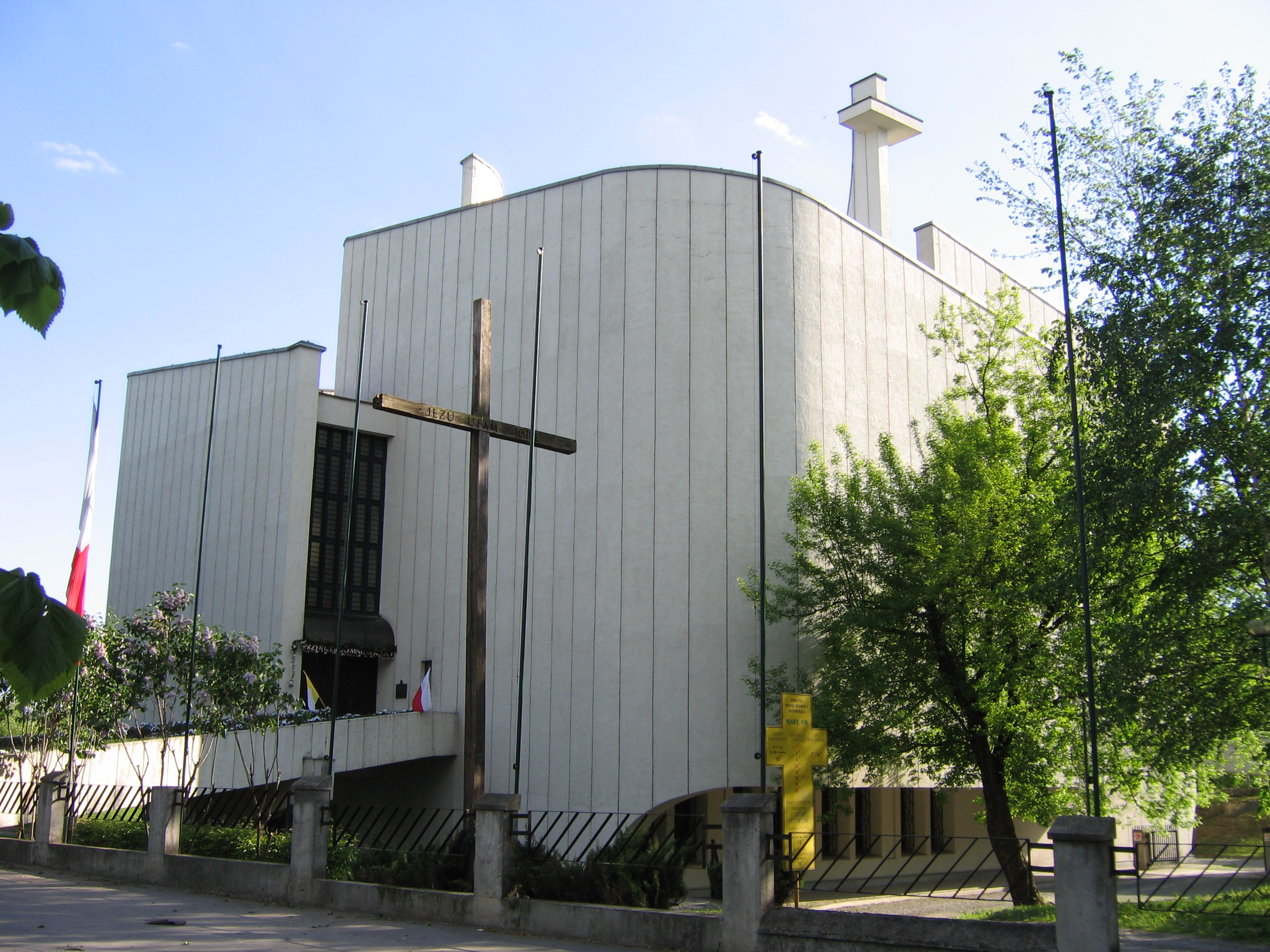
Kościół Matki Boskiej Fatimskiej na osiedlu Podwawelskim

Kościół Matki Boskiej Fatimskiej – parafialny kościół rzymskokatolicki znajduje się na Osiedlu Podwawelskim, przy ul. Komandosów 18, w administracyjnej dzielnicy VIII Dębniki w Krakowie. Od 2020 proboszczem parafii jest ks. Jarosław Nowak.

## Historia
- 11 lutego 1968 roku za zgodą ks. kard. Karola Wojtyły, ks. Adam Gacek rozpoczął budowę kościoła dla nowo powstającego Osiedla Podwawelskiego. Istniejący tutaj wcześniej kościół św. Bartłomieja był zbyt mały dla zwiększającej się liczby wiernych.
- 21 maja 1982 roku ks. kard. Franciszek Macharski dokonał uroczystego poświęcenia placu budowy, a w 1983 papież Jan Paweł II na krakowskich Błoniach poświęcił kamień węgielny, wmurowany potem w kościół.
- 23 grudnia 1984 r. odbyło się poświęcenie dolnej części kościoła przez. ks. kard. Franciszka Macharskiego, a 11 czerwca 1986 roku ks. kard. F. Macharski wmurował kamień węgielny wraz z aktem erekcyjnym w fundamenty kościoła pw. Matki Bożej Fatimskiej.
- 20 grudnia 1987 r., ks. kard. F. Macharski odprawił pierwszą mszę św. i dokonał uroczystego poświęcenia trzech dzwonów o nazwach: „Matka Boża Fatimska”, „Św. Bartłomiej Apostoł” i „Jan Paweł II”.
- 7 października 1998 roku odbyła się konsekracja kościoła parafialnego pw. Matki Boskiej Fatimskiej.
- 2008 roku zmarł ks. Adam Gacek

## Architektura
W południowo-zachodniej części kościoła wznosi się 35-metrowy krzyż. Obok krzyża znajduje się dzwonnica z trzema dzwonami. Do kościoła prowadzą trzy wejścia – dwa od ulicy Komandosów i jedno od ulicy Słomianej. Przy południowym wejściu od ulicy Komandosów osadzony jest znak milenijny. Cały kościół osłonięty jest dachem o czterech płaszczyznach spadku. Kościół dzieli się na górny i dolny.
Kościół górny składa się z wielkiej Sali oraz zakrystii. W sali znajduje się ołtarz którego mensa wykonana jest z białego marmuru i układa się w kształt liścia dębu – znaku parafii. W centralnej części nastawy znajduje się figura Matki Bożej Fatimskiej. Pod figurą, w centralnej części ołtarza, mieści się tabernakulum. Na lewo od tabernakulum znajduje się paschał, a na prawo ambona. Po lewej stronie ołtarza stoi krzyż procesyjny wzorowany na pastorale Jana Pawła II. Na południowo-wschodniej ścianie wiszą obrazy stacji drogi krzyżowej. W północno-zachodniej części Sali znajduje się niewielka kaplica pw. Pana Jezusa Miłosiernego. Na prawo od kaplicy wiszą obrazy świętych: Wojciecha, Stanisława, Kazimierza, Maksymiliana, Brata Alberta Chmielowskiego, Jadwigi, Faustyny.
Kościół dolny składa się z dużej sali i dolnej kaplicy. Znajduje się tam niewielki ołtarz, drewniany krzyż na ścianie prezbiterium, obrazy Matki Bożej Częstochowskiej i Matki Bożej Nieustającej Pomocy, tabernakulum, chrzcielnica.